# Piedras (kommun)
Piedras är en kommun i Colombia.   Den ligger i departementet Tolima, i den centrala delen av landet, 90 km väster om huvudstaden Bogotá. Antalet invånare är 5 427. Arean är 355 kvadratkilometer.
Terrängen i Piedras är varierad.